# Otto Wieland
Otto Heinrich Wieland (* 21. Mai 1920 in Starnberg; † 21. April 1998 in München) war ein deutscher Internist und Diabetologe.

## Leben
Otto Wieland war das vierte Kind des späteren Nobelpreisträgers Heinrich Wieland und dessen Frau Josephine Bartmann. Nach dem Studium der Medizin promovierte er 1944 und ließ sich zum Facharzt für Innere Medizin ausbilden. Anfang der Fünfzigerjahre arbeitete er bei seinem Schwager Feodor Lynen. 1951 habilitierte er sich für Innere Medizin, wurde Privatdozent, apl. Professor für Innere Medizin und Facharzt für Laboratoriumsmedizin an der Universität München. Als Chefarzt für Klinische Chemie begründete er 1968 zusammen mit Hellmut Mehnert die Forschergruppe Diabetes der DFG und das Diabetesforschungsinstitut am Krankenhaus in München-Schwabing.

## Wissenschaftliche Forschung
Sein Forschungsschwerpunkt war der Diabetes mellitus und die Pathobiochemie des Insulinmangels. Es umfasste Studien über den Mechanismus der Ketonkörperbildung, die Regulation der Gluconeogenese in der Leber, die Regulation der Pyruvatdehydrogenase in verschiedenen Geweben sowie den Wirkungsmechanismus des Insulins, die nichtenzymatische Glykierung von Proteinen und die Pathogenese des diabetischen Spätsyndroms.

## Schriften (Auswahl)
- Otto H. Wieland: The mammalian pyruvate dehydrogenase complex: structure and regulation. In: Reviews of Physiology, Biochemistry and Pharmacology. Volume 96, 1983, S. 123–170.
- R. Dolhofer, O. H. Wieland: Increased glycosylation of serum albumin in diabetes mellitus. In: Diabetes. Band 29, Nr. 6, 1980, S. 417–422.
- E. A. Siess, D. G. Brocks, H. K. Lattke, O. H. Wieland: Effect of glucagon on metabolite compartmentation in isolated rat liver cells during gluconeogenesis from lactate. In: Biochemical Journal. Band 166, Nr. 2, 1977, S. 225–235.
- Otto H. Wieland, Christoph Patzelt, Georg Löffler: Active and inactive forms of pyruvate dehydrogenase in rat liver: Effect of starvation and refeeding and of insulin treatment on pyruvate‐dehydrogenase interconversion. In: European Journal of Biochemistry. Band 26, Nr. 3, 1972, S. 426–433.
- E. Schleicher, T. Deufel, O. H. Wieland: Non-enzymatic glycosylation of human serum lipoproteins. In: FEBS lett. Band 129, Nr. 1, 1981, S. 1–4.
- O. H. Wieland: C. Diabetesfolgen: Diabetische Mikroangiopathien und Komplikationen. In: Kongreß: gehalten zu Wiesbaden vom 26. bis 30. April 1987. Band 93. Springer-Verlag, 2013.
- Weitere via Google Scholars

## Ehrungen
- Feldberg-Preis (1973)
- Paul-Langerhans-Medaille (1983)
- Präsident der Gesellschaft für Biochemie und Molekularbiologie (1969–1971)
- Mitglied der Deutschen Akademie der Naturforscher Leopoldina (1980)